# The House of the Rising Sun
«The House of the Rising Sun» (с англ. — «Дом восходящего солнца») — традиционная песня, фолк-баллада; иногда называется также «Блюз восходящего солнца» (англ. Rising Sun Blues). 
Действие песни происходит в Новом Орлеане.
В исполнении британской группы The Animals эта песня занимала первые строчки хит-парадов как США, так и Великобритании в 1964 году; эта версия вошла (под № 123) в Список 500 лучших песен всех времён журнала Rolling Stone (2004).

## Первоначальная и ранние версии
Существует множество вариантов песни, в которых значительно варьируется сюжет. Во всех вариантах герой повествует о том, как погубил свою жизнь в доме «Восходящего Солнца», и предостерегает от такой судьбы; однако в разных вариантах это то женщина (в том числе в первоначальной фольклорной версии), то мужчина (в том числе в версии The Animals). «Дом Восходящего Солнца» одни понимают как публичный дом, другие как тюрьму, третьи как кабак или игорный дом. Неизвестно также, о реальном или вымышленном здании в Новом Орлеане идёт речь. В городе в разное время в XIX веке были два заведения с таким названием, но оба просуществовали недолго и об их дурной репутации ничего не известно. Ни то, ни другое здание не сохранились.
Известный фольклорист и собиратель блюза Алан Ломакс писал в 1941 году, что слова этой песни (на музыку традиционной английской баллады) написаны двумя жителями Кентукки — Джорджией Тёрнер и Бертом Мартином. Есть и другие версии происхождения песни.
Первая известная запись песни в исполнении дуэта Tom Clarence Ashley & Gwen Foster относится к 1934 году.  Рой Экафф выпустил песню синглом в 1938 году .
Песню исполняли многие блюзмены 1930—1940-х (в том числе в одном из вариантов Ледбелли в сделанной незадолго до смерти записи), а затем огромное количество рок- и поп-музыкантов второй половины XX — начала XXI века.

## Версия группы The Animals
Наибольшую известность получила версия The Animals (1964), хотя двумя годами раньше этот хит записал Боб Дилан (1962), версию которого The Animals аранжировали (в свою очередь Дилан «позаимствовал» аранжировку у Дэйва Ван Ронка).

…Исследователи задавались вопросом: что скрывается под «Домом Восходящего Солнца»? Мучился вопросом и Дэйв Ван Ронк: «Подобно всем остальным, я считал, что под „домом“ подразумевался бордель. Но какое-то время назад я был в Новом Орлеане для участия в джазовом фестивале. Мы с моей женой Андреей и Одеттой выпивали в пабе, когда появился парень с пачкой старых фотографий — снимки города начала века. Там, наряду с Французским рынком, Lulu White’s Mahogany Hall, таможней и тому подобным, было фото входного проема из грубого камня, с выгравированным по центру изображением восходящего солнца. Заинтригованный, я спросил, что это за здание. Оказалось, это новоорлеанская женская тюрьма (Orleans Parish women’s prison). Так выяснилось, что я в корне ошибался с самого начала». Судя по тексту песни, в оригинале она исполнялась женщиной.

В фильме «No Direction Home» ван Ронк также подробно рассказывает о коллизиях с записью «House Of The Rising Sun».

### Запись и релизы
Песня была записана всего одним дублем 18 мая 1964 года и начинается с ныне знаменитого арпеджио ля минор на электрогитаре в исполнении Хилтона Валентайна. По словам Валентайна, он просто взял последовательность аккордов Дилана и сыграл её как арпеджио. Выступление начинается с вокала Бердона , который описывали по-разному: «воющий»,  «душевный»,  и как «...глубокий и хриплый, как северо-восточный английский угольный город Ньюкасл , который его породил». Наконец, пульсирующая партия органа Алана Прайса (исполненная на Vox Continental ) завершает звучание. Позже Бердон сказал: «Мы искали песню, которая привлечёт внимание людей».

## В СССР
- На русский язык песня была переведена до 1962 года под названием «Дом Восходящего Солнца» Т. Сикорской и С. Болотиным как народный блюз Америки, и выпущена в соответствующем сборнике нот[5].
- В 1974 году фирмой «Мелодия» была выпущена грампластинка «Эстрадная орбита» на которой была представлена кавер-версия этой песни под названием «Дом, стоящий там». Исполнителем значился ансамбль «Лайтиджи соул». Реальным исполнителем песни является группа Lightning Soul Players & The Happy Beat Boys.